# Slavonski Brod
Slavonski Brod ([slǎv̞ɔ̝ːnskiː brɔ̝̂ːd]) es una ciudad de Croacia, centro administrativo del condado de Brod-Posavina.

## Geografía
Se encuentra a una altitud de 89 m s. n. m. a 190 km de la capital nacional, Zagreb.

## Demografía
En el censo 2011 el total de población de la ciudad fue de 59 141 habitantes, distribuidos en las siguientes localidades:
- Brodski Varoš - 2 035
- Podvinje - 3 575
- Slavonski Brod - 53 531

| Gráfica de población de Slavonski Brod 1857-2011                    |
|                                                                     |
| Según los censos de población de la oficina estadística de Croacia. |

## Herencia cultural

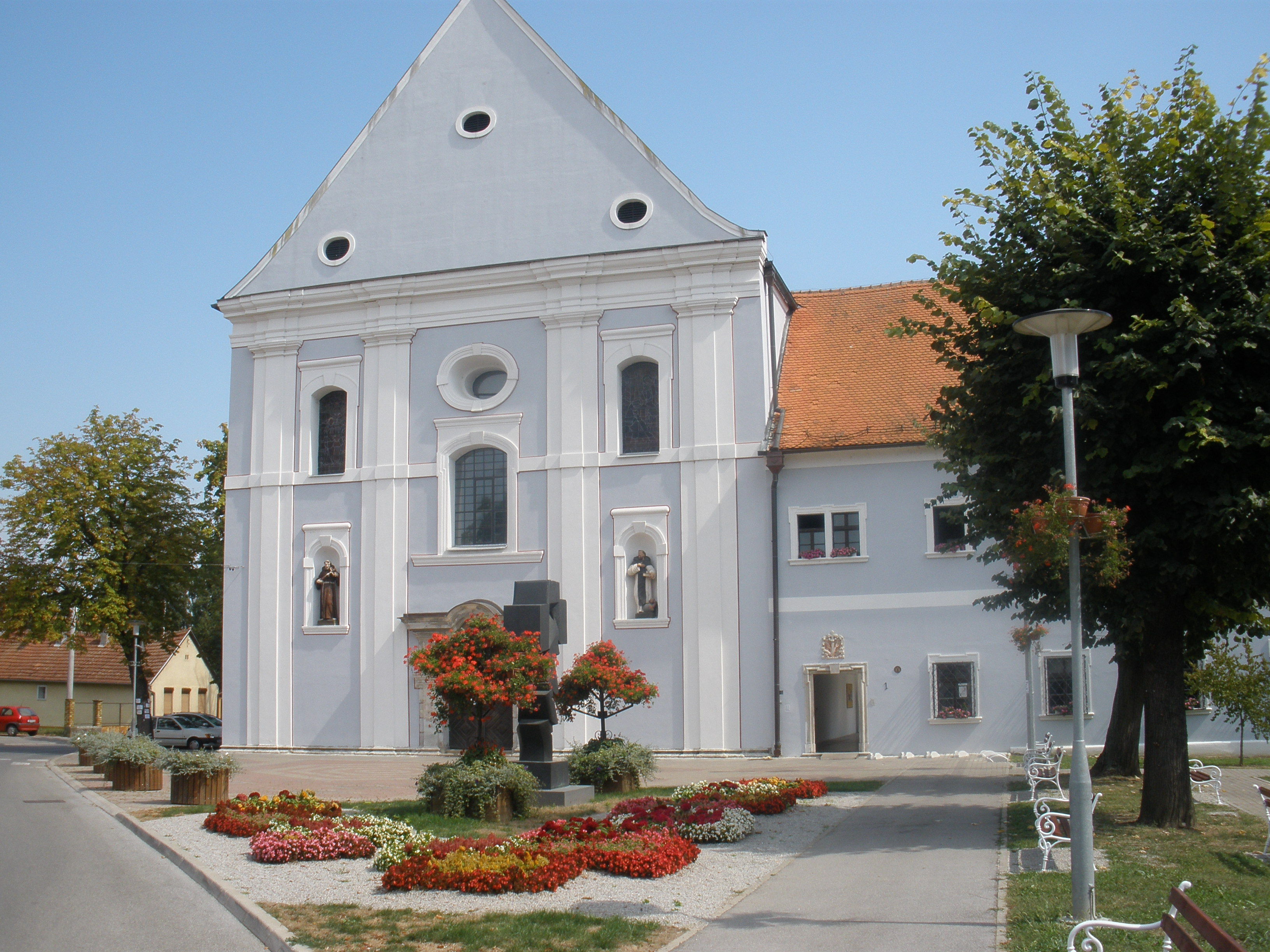
Monasterio franciscano

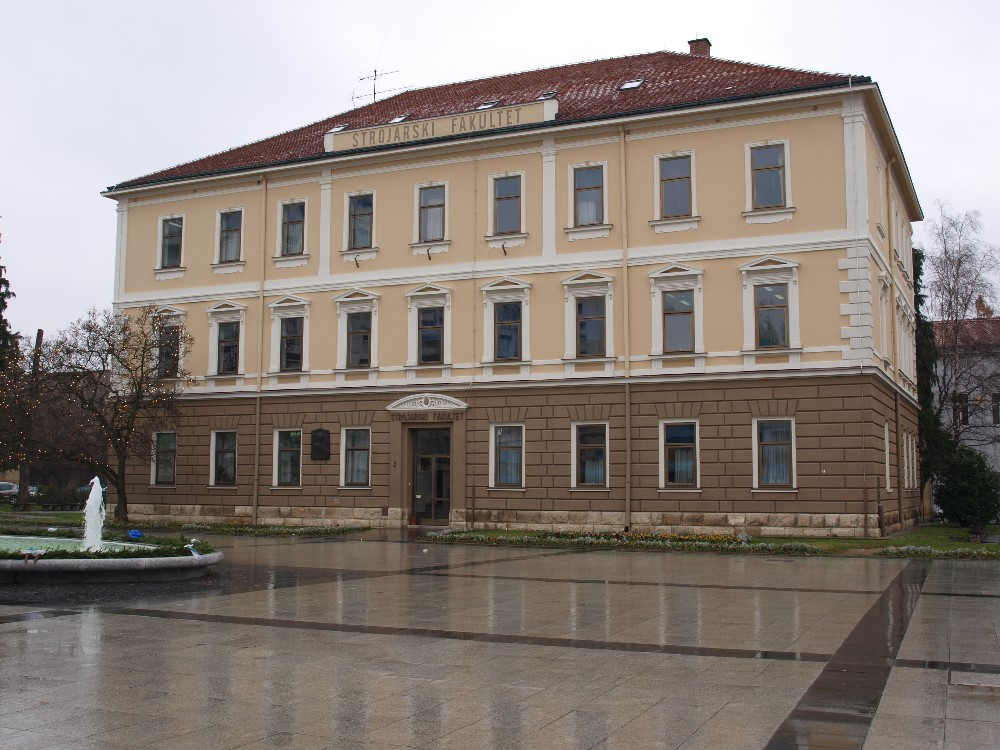
Facultad de ingeniería

La Fortaleza de Brod, del período barroco, fue construida durante el Imperio Austro-Húngaro para servir de fortaleza contra el Imperio Otomano, que estaba situado en la otra orilla del río Sava. Es de estilo vaubano, y lleva el nombre de uno de los mejores expertos europeos en la construcción de fortificaciones en los siglos XVII y XVIII. Es una de las fortalezas mejor conservadas de Europa, y también una de las más grandes de la antigua frontera militar austro-húngara. En cierto modo, es el anverso continental del Palacio de Diocleciano en Split, por su monumentalidad.
El monasterio franciscano de la ciudad data del siglo XVIII, y es también de estilo barroco, con una arquitectura excepcional, especialmente el patio de la iglesia, y el interior de la iglesia del monasterio, con su hermoso altar y sus pinturas. En 1720, se abrió allí una facultad de filosofía. 
El evento cultural anual más importante de la ciudad es el festival infantil "En el mundo de los cuentos de hadas de la escritora Ivana Brlić-Mažuranić", en abril y mayo. A mediados de junio se celebra el Brodsko kolo, un espectáculo anual de folclore original, mientras que en mayo tiene lugar el Festival de Canciones Folclóricas Patrióticas. 
Una de las atracciones de Slavonski Brod es una hermosa plaza del centro de la ciudad, una de las dos o tres más grandes de toda Croacia, la plaza Ivana Brlić-Mažuranić, llamada así en honor a un popular escritor infantil, cuya casa está en la plaza. Esta plaza también acoge numerosos eventos culturales y tiene una vista perfecta del río Sava. La plaza también está salpicada de galerías, librerías, cafés, clubes nocturnos y tiendas, lo que la convierte en un centro de entretenimiento. Cerca de la plaza, otra atracción es el romántico paseo junto al río Sava - 'Kej' como lo llaman los ciudadanos de la ciudad.
La sinagoga Slavonski Brod, destruida durante la Segunda Guerra Mundial, fue una de las sinagogas más grandes y prestigiosas de Croacia.
Slavonski Brod tiene monumentos dedicados al obispo Josip Stadler y al primer presidente de Croacia, Franjo Tuđman. La ciudad y su estación de tren aparecen en el asesinato en el Orient Express de Agatha Christie, como el lugar cerca del cual el tren del Orient Express se avería.

## Personajes célebres
- Đuro Pilar
- Branko Radičević
- Matija Mesić
- Filip Erceg
- Matija Antun Relković
- Mario Mandžukić
- Mario Vrančić
- Đuro Đaković
- Kosta Mušicki
- Ivica Olić